# Никольская Арчада
Никольская Арчада — село в Каменском районе Пензенской области, входит в состав Междуреченского сельсовета.

## География
Расположено на берегу реки Арчада в 17 км на восток от центра сельсовета села Междуречье и в 52 км на юг от Каменки.

## История
Поселена между 1762 и 1782 гг. помещиками Киреевскими. Около 1820 г. стала сельцом, после постройки церкви во имя Николая Чудотворца – селом. Входило в состав Чембарского уезда. В 1877 г. – в Голодяевской волости, 114 дворов, лавка. Приходская Покровская церковь находилась в с. Завиваловке. В 1896 г. – Николаевка Голодяевской волости Чембарского уезда Пензенской губернии, 119 дворов, 700 жителей, при деревне усадьба Хвощинского, в ней 74 муж. и 24 жен., и два его же хутора – 20 жит. В 1902 г. в с. Николаевке Чембарского уезда был помещик Николай Васильевич Хвощинский, у него 1820 дес. земли. В 1911 г. – село Николаевка Голодяевской волости Чембарского уезда, одно крестьянское общество, 145 дворов, церковь. земская школа, 3 ветряные мельницы, кузница, 2 лавки.
С 1932 года село являлось центром сельсовета в составе Телегинского района Средневолжского края (с 1939 года — в составе Пензенской области). В 1955 г. – в составе Клейменовского сельсовета Телегинского района, центральная усадьба колхоза «Власть труда». С 1959 года — в составе Каменского района. В 1980-е гг. – в составе Завиваловского сельсовета. 22.12.2010 г. Завиваловский сельсовет был упразднён, село вошло в состав Междуреченского сельсовета.

## Население
| 1864 | 1877 | 1897 | 1911 | 1926 | 1930 | 1939 |
| ---- | ---- | ---- | ---- | ---- | ---- | ---- |
| 630  | ↗658 | ↗691 | ↗829 | ↗866 | ↗965 | ↘518 |
| 1959 | 1979 | 1989 | 1996 | 2002 | 2010 |      |
| ↘289 | ↘157 | ↘119 | ↘100 | ↘54  | ↘34  |      |

## Достопримечательности
В селе имеется недействующая Церковь Николая Чудотворца (1913).